# 2. SS-Panzer-Division "Das Reich"
La 2. SS-Panzer-Division "Das Reich" (2ª Divisione Panzer SS "Das Reich") fu una divisione corazzata delle Waffen-SS.
Il 10 ottobre 1939 venne creata la SS‐Verfügungsdivision, costituita dai tre reggimenti delle SS (Deutschland, Germania e Der Führer). Nel dicembre del 1940 il reggimento Germania venne inviato a costituire l'omonima divisione e fu rimpiazzato dalla SS-Totenkopfstandarte 11. Il 3 dicembre 1940 la SS‐Verfügungsdivision prese il nome di "Deutschland" creando evidente confusione con l'omonimo reggimento, per cui il 28 gennaio 1941 venne denominata "Reich" fino al 1942, assumendo così tale nome nel 1942.

## Storia
La SS‐Verfügungsdivision prese parte all'invasione dei Paesi Bassi e della Francia nel 1940, assicurandosi nell'avanzata il controllo di molti importanti canali e contribuendo alla cattura di Rotterdam. In seguito, insieme ad altre divisioni, fu impegnata contro le forze francesi nella zona della Zelanda, e in operazioni di rastrellamento delle piccole sacche rimaste tagliate fuori dalla fulminea avanzata tedesca. Trasferita in Francia, la divisione fu particolarmente impegnata nell'attraversamento di diversi canali, partecipando inoltre alla sfilata della vittoria lungo le strade di Parigi, e raggiungendo a sud la cittadina di Biarritz.

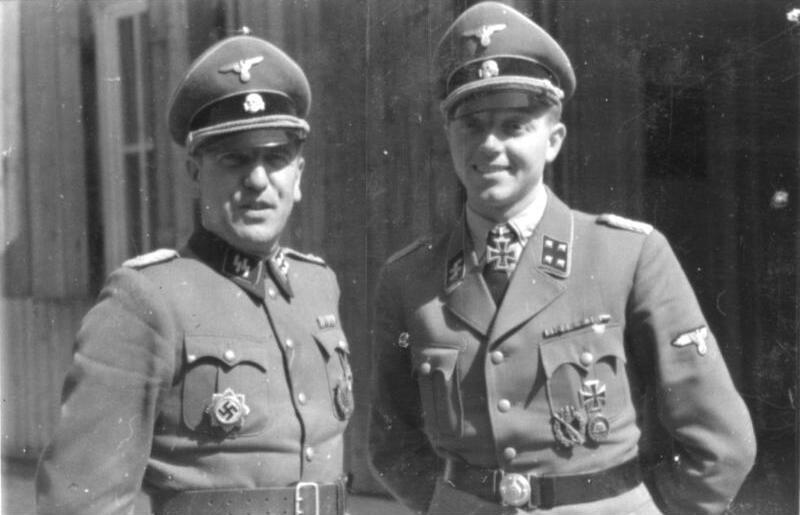
Lo Sturmbannführer Fritz Klingenberg (a destra, sfoggiante il suo nuovo grado in seguito alla promozione sul campo), artefice della presa di Belgrado, insieme allo Sturmbannführer Franz Augsberger

L'autunno venne trascorso sempre in Francia, nella preparazione dell'invasione dell'Inghilterra ma nel marzo del 1941, oramai denominata "Reich", venne trasferita in Romania per partecipare all'invasione della Jugoslavia e della Grecia. Il 13 aprile un piccolo reparto di truppe d'assalto, comandato dall'Hauptsturmführer Fritz Klingenberg, catturò audacemente la capitale iugoslava: con una lancia a motore Klingenberg e i suoi uomini riuscirono a scivolare attraverso le difese della città e a costringere il disorientato sindaco alla resa. Dopo il successo in queste operazioni, la "Das Reich" venne trasferita in Polonia per preparare l'imminente invasione della Russia.
Nelle prime fasi dell'offensiva, la divisione, come parte del Gruppo d'armate Centro, prese parte alla battaglia di Yalnya, presso Smolensk, e in seguito a Borodino, e nella costituzione di un'avanzata testa di ponte per la presa di Mosca. Proprio nel novembre del 1941, formazioni avanzante della "Das Reich" giunsero a pochi chilometri dal Cremlino, raggiungendo il tal modo il punto di maggior penetrazione dell'avanzata tedesca in Russia. Tuttavia la furibonda controffensiva sovietica con nuove divisioni siberiane giunte dall'Estremo Oriente, ma soprattutto le ostili condizioni climatiche dell'inverno russo, falcidiarono i soldati delle SS. Fortemente provata (durante la controffensiva sovietica giunse a perdere oltre 10.000 uomini, quasi il 60% dei propri effettivi) venne trasferita in Francia per un periodo di riposo e di ulteriore addestramento. Una parte della divisione rimase comunque ad est, come Kampfgruppe Ostendorf, che venne riaggregato alla divisione solamente nel giugno 1942.

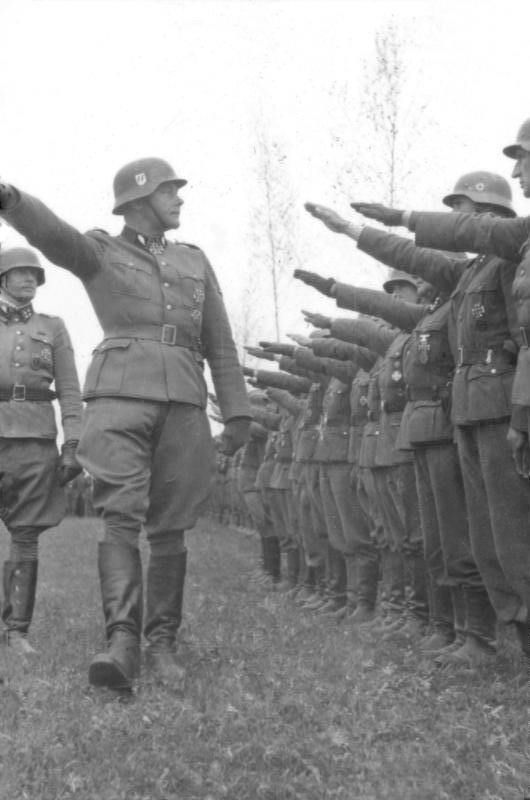
1942

Nel novembre 1942 la divisione fu impegnata nell'occupazione della Francia di Vichy e nel prevenire l'affondamento della flotta francese ancorata al largo di Tolone.
All'inizio del 1943, la "Das Reich" venne trasferita nuovamente sul Fronte Orientale, dove prese parte alla vittoriosa riconquista di Char'kov insieme alle altre divisioni scelte delle Waffen-SS, la "Leibstandarte Adolf Hitler" e la "Totenkopf", e alla successiva battaglia di Kursk. La "Das Reich" riuscì a penetrare nel saliente sovietico per circa 60 km, ma la potenza raggiunta dall'Armata Rossa rese vano ogni ulteriore tentativo di portare a termine tale operazione. Dopo un breve periodo di contrattacchi, si attestò nel settore del Mius, presso Char'kov, prima di ripiegare sul Dnepr e, in seguito, a Radomyšl', Žitomir e Berdičev. In dicembre venne ritirata dal fronte e trasferita a Ovest, per riposare e per venire impegnata in operazioni anti-partigiane nel sud della Francia.
In seguito all'invasione della Normandia alla "Das Reich" venne ordinato di raggiungere il nord del paese; la divisione, che partiva dalla Guascogna, fu fatta segno a continui attacchi da parte della Resistenza francese; frustrati dalle perdite umane e dai ritardi provocati in queste azioni, i soldati della SS di diedero alla devastazione ai danni della popolazione locale, che sospettavano di offrire rifugio ai partigiani. Il villaggio di Oradour-sur-Glane fu distrutto sistematicamente, e 642 dei suoi abitanti vennero massacrati. La divisione finì per raggiungere la sua posizione a nord di Caen e Saint-Lô solamente alla fine di giugno, unendosi al 2. SS-Panzerkorps comprendente le divisioni "Hohenstaufen" e "Frundsberg": i soldati delle SS riuscirono a riconquistare Mortain, ma la superiorità, soprattutto aerea, degli Alleati portò alla formazione di quella che poteva divenire una nuova Stalingrado: la sacca di Falaise. Solamente grazie agli sforzi della "Das Reich", della "Hohenstaufen" e della "Hitlerjugend", un gran numero di soldati tedeschi riuscirono a sfuggire all'accerchiamento e a raggiungere la frontiera con la Germania. All'inizio dello sbarco alleato in Normandia la Das Reich aveva in forza 2 reggimenti di Panzergrenadier, 79 PzKpfw V (Panther), 13 StuG III e 12 FlakPz 38. Alla fine della campagna la Das Reich era ridotta a 450 uomini e 14 carri armati.
A partire dalla fine di agosto, iniziò un lento ripiegamento che, dopo l'attraversamento della Senna nei pressi di Rouen, la portò a raggiungere le fortificazioni in Germania. Già in settembre si attestò sulla difensiva nel settore di Schnee-Eifel, dove procedette ad un'ulteriore riorganizzazione. Aggregata alle forze della 6. Armata SS, prese parte all'Offensiva delle Ardenne nel dicembre del 1944: lo sfondamento operato nel settore di Sankt Vith la portò ben presto sulle rive della Mosa, dove però venne accerchiata dalle soverchianti forze alleate. Dopo il fallimento dell'offensiva tedesca, la divisione, insieme con le altre forze della 6. Armata SS, venne trasferita in Ungheria nel tentativo di formare un corridoio per le forze tedesche rimaste intrappolate a Budapest (Operazione Frühlingserwachen). In seguito al fallimento di quest'ultima offensiva, la "Das Reich" fu impegnata, come retroguardia, tra Dresda, Vienna e Praga. Alla fine delle ostilità, i soldati delle SS tentarono di raggiungere le linee americane per non essere catturati dai sovietici.
In sei anni di guerra, ben 69 dei suoi soldati erano stati decorati con la Croce di Cavaliere, un record assoluto fra le forze armate del Terzo Reich.

## Teatri operativi
- Fronte occidentale, maggio 1940 - marzo 1941
- Jugoslavia, aprile 1941
- Germania (riposo), maggio-giugno 1941
- Fronte orientale, luglio 1941 - giugno 1942
- Francia (riposo e addestramento), settembre 1942 - gennaio 1943
- Fronte orientale, febbraio 1943 - gennaio 1944
- Francia (riposo e addestramento), febbraio-giugno 1944
- Fronte occidentale, luglio 1944 - gennaio 1945
- Fronte orientale, gennaio-maggio 1945

## Decorati con la Croce di Cavaliere
In totale furono 69 gli uomini decorati con la Croce di Cavaliere della Croce di Ferro.

## Comandanti
- SS-Oberst-Gruppenführer Paul Hausser (19 ottobre 1939 - 14 ottobre 1941)
- SS-Obergruppenführer Wilhelm Bittrich (14 ottobre 1941- 31 dicembre 1941)
- SS-Obergruppenführer Matthias Kleinheisterkamp (31 dicembre 1941 - 19 aprile 1942)
- SS-Obergruppenführer Georg Keppler (19 aprile 1942 - 10 febbraio 1943)
- SS-Brigadeführer Herbert-Ernst Vahl (10 febbraio 1943 - 18 marzo 1943)
- SS-Oberführer Kurt Brasack (18 marzo 1943 - 29 marzo 1943)
- SS-Obergruppenführer Walter Krüger (29 marzo 1943 - 23 ottobre 1943)
- SS-Gruppenführer Heinz Lammerding (23 ottobre 1943 - 24 luglio 1944)
- SS-Standartenführer Christian Tychsen (24 luglio 1944 - 28 luglio 1944)
- SS-Brigadeführer Otto Baum (28 luglio 1944 - 23 ottobre 1944)
- SS-Gruppenführer Heinz Lammerding (23 ottobre 1944 - 20 gennaio 1945)
- SS-Standartenführer Karl Kreutz (20 gennaio 1945 - 29 gennaio 1945)
- SS-Gruppenführer Werner Ostendorff (29 gennaio 1945 - 9 marzo 1945)
- SS-Standartenführer Rudolf Lehmann (9 marzo 1945 - 13 aprile 1945)
- SS-Standartenführer Karl Kreutz (13 aprile 1945 - 8 maggio 1945)

## L'insegna divisionale
L'insegna divisionale è caratterizzata da uno scudo appuntato, che presenta un intaglio al cantone sinistro del capo, di nero alla bordura d'argento a un gancio di lupo (Wolfsangel) orizzontale anch'esso alla bordura d'argento.
L'insegna runica (Wolfsangel), originalmente utilizzata come talismano per tenere lontani i lupi mannari, divenuta in seguito simbolo araldico ed emblema della città di Wolfstein, fu utilizzata nel XV secolo come simbolo delle rivolte contadine contro i mercenari dei principi tedeschi, assumendo il simbolo di libertà e indipendenza. Originalmente utilizzata come simbolo da parte dell'NSDAP, venne successivamente utilizzata nelle sue varianti orizzontale (come per il caso della 2ª Divisione Panzer SS "Das Reich"), verticale (come nel caso dell'insegna della 4. SS-Polizei-Panzergrenadier-Division) o posta in sbarra (come nel caso del simbolo dei reparti Wehrwolf formati negli ultimi mesi di guerra).
Attualmente viene erroneamente associata al logo del battaglione Azov, reggimento ucraino operante nella guerra del Donbass.
Il logo infatti rappresenta le lettere I e N, che stanno per Idea della Nazione.